# Danny Hoesen
Danny Hoesen (Heerlen, 15 januari 1991) is een voormalig Nederlands voetballer die bij voorkeur in de aanval speelde. Hij kwam onder andere uit voor Fortuna Sittard, AFC Ajax en FC Groningen en speelde drie interlands voor Jong Oranje. Na zijn voetbalcarrière werd hij kapper in Utrecht.

## Clubcarrière

### Fortuna Sittard
Na voor de amateurclubs SV Eikenderveld en RKSV Groene Ster uit Heerlen te hebben gespeeld, doorliep Hoesen de gehele jeugdopleiding van Fortuna Sittard. Hoesen kwam in de zomer van 2008 bij de selectie. Op 15 augustus 2008 maakte hij zijn competitiedebuut voor Fortuna Sittard in de uitwedstrijd tegen Go Ahead Eagles. Hierdoor mocht hij op stage bij het Engelse Fulham FC. Daar deed hij het goed en de Engelse club wilde hem overnemen.

### Fulham
In augustus 2008 werd Hoesen voor een bedrag van 400.000 pond overgenomen door Fulham. Hij speelde acht wedstrijden voor het tweede elftal van de club.

### Verhuur aan HJK Helsinki
Van 9 april tot eind augustus 2010 werd hij door Fulham verhuurd aan HJK Helsinki uit Finland. Op 16 april maakte hij zijn debuut voor HJK in de met 5-0 gewonnen wedstrijd tegen KuPS.

### Terugkeer bij Fulham
Na deze uitleenbeurt werd zijn contract bij Fulham verlengd tot en met 2012, met een eenzijdige optie tot 2013. Eenmaal zat Hoesen op de bank bij Fulham, aan het einde van het seizoen 2010-2011. Op 30 april 2011 zat hij op de bank tijdens een wedstrijd tegen Sunderland, hij viel echter niet in.

### Verhuur aan Fortuna Sittard
Tijdens het seizoen 2011/12 speelde hij op huurbasis voor Fortuna Sittard. In dit seizoen werd hij topscorer van Fortuna Sittard, met dertien doelpunten in 33 wedstrijden.

### Ajax
Op 29 augustus 2012 tekende Hoesen voor drie jaar met een optie voor een vierde jaar bij Ajax. Hij maakte zijn debuut op 3 oktober 2012 in het Champions League-duel tegen Real Madrid (1-4 voor Real). Op 31 oktober 2012 maakte Hoesen zijn debuut voor Ajax in de nationale bekercompetitie, in een uitwedstrijd tegen ONS Sneek (2-0 voor Ajax). Zijn eerste doelpunt voor Ajax maakte hij in de thuiswedstrijd tegen VVV-Venlo. Op 5 augustus 2013 speelde Hoesen mee in de eerste Jupiler League wedstrijd van Jong Ajax (2-0 winst) tegen Telstar. Op 4 november 2013 scoorde Hoesen zijn eerste doelpunt voor Jong Ajax in de Jupiler League wedstrijd uit bij Helmond Sport waar uiteindelijk met 3-2 werd verloren. Later die maand, op 26 november om precies te zijn, scoorde Hoesen zijn legendarische goal tegen FC Barcelona in de 42e minuut.

### Verhuur aan PAOK
Op 30 januari 2014 werd bekendgemaakt dat Ajax met het Griekse PAOK Saloniki een overeenstemming had bereikt over een verhuurperiode van Hoesen voor het restant van het seizoen 2013/14. PAOK heeft tevens een optie tot koop bedongen. Op 5 februari 2014 maakte Hoesen zijn officiële debuut voor PAOK in de competitiewedstrijd thuis tegen OFI Kreta. Hoesen verving in de 76e minuut Stefanos Athanasiadis en scoorde vier minuten later direct zijn eerste doelpunt voor PAOK.

### FC Groningen
Op 28 mei 2014 tekende Danny Hoesen een contract dat hem tussen 1 juli 2014 en 30 juni 2018 aan FC Groningen verbond. Op 17 juli 2014 maakte Hoesen zijn officiële debuut voor FC Groningen in de UEFA Europa League uitwedstrijd bij Aberdeen FC die in een 0-0 gelijkspel eindigde. Hoesen begon in de basis en werd in de 65e minuut vervangen door Jarchinio Antonia. Op 10 augustus 2014 maakte Hoesen zijn competitiedebuut voor FC Groningen tijdens de eerste speelronde in de Eredivisie uitwedstrijd bij Go Ahead Eagles die met 3-2 werd gewonnen. Hoesen startte in de basiself en werd in de 88e minuut vervangen door Dino Islamovic. Hoesen scoorde op 24 september 2014 zijn eerste officiële doelpunt voor FC Groningen in de KNVB Beker wedstrijd tegen Barendrecht die met 4-1 werd gewonnen. Hoesen wist in zijn eerste seizoen bij Groningen geen potten te breken. Hij werd op 3 mei 2015 buiten de wedstrijdselectie gelaten voor de KNVB beker-finale van FC Groningen tegen PEC Zwolle. FC Groningen versloeg Zwolle in deze wedstrijd met 2-0 en wist zo haar eerste prijs in de clubhistorie te winnen.

### San José Earthquakes
In januari 2017 werd hij verhuurd aan San Jose Earthquakes, mede omdat Hoesen graag in de Verenigde Staten wilde spelen. Hij speelde uiteindelijk 33 wedstrijden voor de club en maakte vijf doelpunten. Nadat de club in eerste instantie de optie om hem over te nemen niet lichtte, werd in december 2017 alsnog een akkoord bereikt met FC Groningen over een definitieve overstap van Hoesen naar San José Earthquakes.

### FC Emmen
In februari 2023 tekende Hoesen een contract bij FC Emmen. In april werd in onderling overleg besloten het contract per direct te ontbinden en moest Hoesen zijn voetbalcarrière vanwege een blessure beëindigen. Hij kwam slechts viermaal in actie voor FC Emmen.

## Clubstatistieken
| Seizoen | Club      |                    | Competitie     | Competitie | Competitie |
| Seizoen | Club      | Wed.               | Competitie     | Dlp.       |            |
| ------- | --------- | ------------------ | -------------- | ---------- | ---------- |
| 2013/14 | Jong Ajax | Vlag van Nederland | Eerste divisie | 4          | 1          |
| Totaal  | Totaal    | Totaal             | Totaal         | 4          | 1          |

### Senioren
| Seizoen         | Club                   | Competitie      | Competitie | Competitie | Beker | Beker | Internationaal | Internationaal | Overig | Overig | Totaal | Totaal |
| Seizoen         | Club                   | Competitie      | Wed.       | Dlp.       | Wed.  | Dlp.  | Wed.           | Dlp.           | Wed.   | Dlp.   | Wed.   | Dlp.   |
| --------------- | ---------------------- | --------------- | ---------- | ---------- | ----- | ----- | -------------- | -------------- | ------ | ------ | ------ | ------ |
| 2008/09         | Fortuna Sittard        | Eerste Divisie  | 1          | 0          | 0     | 0     | —              | —              | —      | —      | 1      | 0      |
| 2009/10         | Fulham                 | Premier League  | 0          | 0          | 0     | 0     | —              | —              | —      | —      | 0      | 0      |
| 2010/11         | → HJK Helsinki         | Veikkausliiga   | 11         | 2          | 2     | 0     | 1              | 0              | —      | —      | 14     | 2      |
| 2011/12         | → Fortuna Sittard      | Eerste Divisie  | 33         | 13         | 1     | 1     | —              | —              | —      | —      | 34     | 14     |
| 2012/13         | Ajax                   | Eredivisie      | 18         | 5          | 4     | 1     | 3              | 1              | 0      | 0      | 25     | 7      |
| 2013/14         | Ajax                   | Eredivisie      | 14         | 2          | 3     | 3     | 2              | 1              | 0      | 0      | 19     | 6      |
| 2013/14         | → PAOK Saloniki        | Alpha Ethniki   | 10         | 1          | 1     | 0     | 0              | 0              | 0      | 0      | 11     | 1      |
| 2014/15         | FC Groningen           | Eredivisie      | 21         | 2          | 5     | 2     | 2              | 0              | —      | —      | 28     | 4      |
| 2015/16         | FC Groningen           | Eredivisie      | 25         | 5          | 1     | 0     | 6              | 1              | 2      | 0      | 34     | 6      |
| 2016/17         | FC Groningen           | Eredivisie      | 10         | 4          | 2     | 1     | —              | —              | —      | —      | 12     | 5      |
| 2017            | → San Jose Earthquakes | MLS             | 32         | 5          | 4     | 3     | 0              | 0              | 1      | 0      | 37     | 8      |
| 2018            | San Jose Earthquakes   | MLS             | 34         | 12         | 1     | 0     | 0              | 0              | —      | —      | 35     | 12     |
| 2019            | San Jose Earthquakes   | MLS             | 30         | 5          | 0     | 0     | 0              | 0              | —      | —      | 30     | 5      |
| 2020            | San Jose Earthquakes   | MLS             | 6          | 1          | 0     | 0     | 0              | 0              | 3      | 0      | 9      | 1      |
| 2021            | Austin FC              | MLS             | 5          | 0          | 0     | 0     | 0              | 0              | 0      | 0      | 5      | 0      |
| 2022            | Austin FC              | MLS             | 11         | 3          | 1     | 0     | 0              | 0              | 0      | 0      | 12     | 3      |
| 2022/23         | FC Emmen               | Eredivisie      | 4          | 0          | 0     | 0     | —              | —              | —      | —      | 4      | 0      |
| Carrière totaal | Carrière totaal        | Carrière totaal | 265        | 60         | 25    | 11    | 14             | 3              | 6      | 0      | 310    | 74     |

1 N.B. Dit betreft een clubtotaal, dus een totaal van beide periodes bij Fortuna Sittard.

## Interlandcarrière
Jeugelftallen
Als jeugdinternational kwam Hoesen uit voor het Nederlands elftal onder 17 jaar. Met dit team speelde hij onder meer twee kwalificatie wedstrijden mee voor het EK onder 17 in Turkije. Hij wist hierin eenmaal te scoren. Hoesen maakte echter geen deel uit van de selectie die deelnam aan dit EK.
| Jeugdinterlands van Danny Hoesen | Jeugdinterlands van Danny Hoesen | Jeugdinterlands van Danny Hoesen | Jeugdinterlands van Danny Hoesen | Jeugdinterlands van Danny Hoesen | Jeugdinterlands van Danny Hoesen |
| Team (№ interlands)              | Datum                            | Wedstrijd                        | Uitslag                          | Soort Wedstrijd                  | Doelpunten                       |
| Als speler bij Fortuna Sittard   | Als speler bij Fortuna Sittard   | Als speler bij Fortuna Sittard   | Als speler bij Fortuna Sittard   | Als speler bij Fortuna Sittard   | Als speler bij Fortuna Sittard   |
| -------------------------------- | -------------------------------- | -------------------------------- | -------------------------------- | -------------------------------- | -------------------------------- |
| Onder 17 (1.)                    | 22 september 2007                | Nederland – Griekenland          | 0 – 0                            | U17 Vier-Nationen-Turnier        |                                  |
| Onder 17 (2.)                    | 24 september 2007                | Nederland – België               | 0 - 0                            | U17 Vier-Nationen-Turnier        |                                  |
| Onder 17 (3.)                    | 10 oktober 2007                  | Nederland – Griekenland          | 1 – 0                            | Vriendschappelijk                |                                  |
| Onder 17 (4.)                    | 23 oktober 2007                  | Nederland – Albanië              | 3 – 0                            | Kwalificatie EK 2008             |                                  |
| Onder 17 (5.)                    | 25 oktober 2007                  | Letland – Nederland              | 1 – 3                            | Kwalificatie EK 2008             | 23'                              |
| Onder 17 (6.)                    | 4 februari 2008                  | Tsjechië – Nederland             | 1 – 0                            | La Manga '08                     |                                  |
| Onder 17 (7.)                    | 6 februari 2008                  | Nederland – Oekraïne             | 1 – 0                            | La Manga '08                     |                                  |
| Onder 17 (8.)                    | 8 februari 2008                  | Noorwegen – Nederland            | 0 – 0                            | La Manga '08                     |                                  |

Jong Oranje
Op 22 maart 2013 werd Hoesen door bondscoach Cor Pot voor het eerst geselecteerd voor Jong Oranje voor de vriendschappelijke interland tegen Jong Noorwegen op 25 maart 2013 als vervanger van de geblesseerde Jean-Paul Boëtius. De Ajacied viel in de tweede helft van de wedstrijd in, en scoorde bij zijn debuut de 4-1 voor Jong Oranje. Hoesen maakte deel uit van de voorselectie voor EK onder-21 in Israël maar viel uiteindelijk af voor de definitieve selectie. Op 27 mei 2013 werd bekendgemaakt dat Hoesen alsnog mee zou gaan naar Israël als vervanger van de geblesseerde Jürgen Locadia. Op 9 juni scoorde Hoesen de 4-1 in de met 5-1 gewonnen wedstrijd van Jong Oranje tegen Jong Rusland. In de laatste groepswedstrijd tegen Jong Spanje speelde Hoesen de hele wedstrijd.
| Interlands van Danny Hoesen voor Jong Oranje | Interlands van Danny Hoesen voor Jong Oranje | Interlands van Danny Hoesen voor Jong Oranje | Interlands van Danny Hoesen voor Jong Oranje | Interlands van Danny Hoesen voor Jong Oranje | Interlands van Danny Hoesen voor Jong Oranje |
| №                                            | Datum                                        | Wedstrijd                                    | Uitslag                                      | Soort Wedstrijd                              | Doelpunten                                   |
| Als speler bij Ajax                          | Als speler bij Ajax                          | Als speler bij Ajax                          | Als speler bij Ajax                          | Als speler bij Ajax                          | Als speler bij Ajax                          |
| -------------------------------------------- | -------------------------------------------- | -------------------------------------------- | -------------------------------------------- | -------------------------------------------- | -------------------------------------------- |
| 1.                                           | 25 maart 2013                                | Nederland - Noorwegen                        | 4 – 1                                        | Vriendschappelijk                            | 84'                                          |
| 2.                                           | 9 juni 2013                                  | Nederland - Rusland                          | 5 – 1                                        | EK 2013 groepsfase                           | 83'                                          |
| 3.                                           | 12 juni 2013                                 | Spanje - Nederland                           | 3 – 0                                        | EK 2013 groepsfase                           |                                              |

## Erelijst
Met  HJK Helsinki
| Nationaal          |    |      |
| Fins Landskampioen | 1x | 2010 |

Met  Ajax
| Nationaal            |    |      |
| Eredivisie           | 1x | 2013 |
| Johan Cruijff Schaal | 1x | 2013 |

Met  FC Groningen
| Nationaal  |    |      |
| KNVB beker | 1x | 2015 |

## Persoonlijk leven
Danny Hoesen werd op 15 januari 1991 geboren. Zijn vader is van Marokkaanse komaf en zijn moeder van Nederlandse komaf. Zijn ouders scheidden toen hij een jaar oud was. Vanaf zijn elfde werd hij opgevoed door zijn grootouders.

## Trivia
- Op 26 november 2013 werd Hoesen de eerste speler die in een seizoen in zowel de Eerste divisie, de Eredivisie als de UEFA Champions League scoorde.[9]